# ¡Viva Mongo!
¡Viva Mongo! è un album dal vivo di Mongo Santamaría, pubblicato dalla Fantasy records nel 1962.

## Il disco
Il disco fu registrato dal vivo al The Blackhawk di San Francisco, California. Nel 1992 la Fantasy Records fece uscire su un unico CD (dal titolo At The Black Hawk) sia ¡Viva Mongo! (1962) che Mighty Mongo (1962).

## Tracce
Lato A
1. Pachanga Twist – 3:20 (Mongo Santamaría)
2. Las guajiras – 7:43 (Mongo Santamaría)
3. Para-ti – 3:01 (Mongo Santamaría)
4. Body and Soul – 5:35 (Frank Eyton, Johnny Green, Edward Heyman, Robert Sour)

Lato B
1. Merengue changa – 3:40 (Isaac Irzarry)
2. Dulce sueño – 2:35 (José Lozano)
3. Mambo terrifico – 2:50 (José Lozano)
4. Close Your Eyes – 6:35 (Bernice Petkere)

## Musicisti
- Mongo Santamaría - congas, bongos
- Pat Patrick - sassofono baritono (solo nel brano: A3)
- José "Chombo" Silva - violino
- Rolando Lozano - flauto di legno
- João Donato - pianoforte, trombone
- René "El Latigo" Hernandez - pianoforte
- Felix "Pupi" Legarreta - violino
- Victor Venegas - basso
- Cuco Martinez - percussioni
- Willie Bobo - timbales
- Julito Collazo - percussioni
- Rudy Calzado - voce